# Ministère de l'Éducation nationale (France)
Cet article concerne le ministère français comme administration. Pour une vue d’ensemble du système éducatif, voir système éducatif en France.
Pour les autres articles nationaux ou selon les autres juridictions, voir Ministère de l'Éducation.
Le ministère de l’Éducation nationale, dénommé ministère de l’Instruction publique avant 1932, depuis 2024 ministère de l'Éducation nationale, de l'Enseignement supérieur et de la Recherche est l’administration française chargée depuis 1828 de préparer et mettre en œuvre la politique du gouvernement dans les domaines de l’instruction publique et de l’éducation nationale.
Il est dirigé par le ministre, membre du gouvernement français. Ce ministère ne fait pas partie des ministères dits régaliens (Armées, Affaires étrangères, Justice, Finances, Intérieur), mais son importance sociale est grande, le droit à l'éducation étant consacré par la déclaration universelle des droits de l'homme. Les besoins en matière éducative font en outre de ce ministère le premier employeur de l’État. De ce fait, l’Éducation nationale représente à ce jour le plus gros poste budgétaire de la Nation.
Depuis le 23 décembre 2024, la ministre de l'Éducation nationale est Élisabeth Borne, au sein du gouvernement de François Bayrou.

## Histoire

### Précurseurs

#### Charlemagne

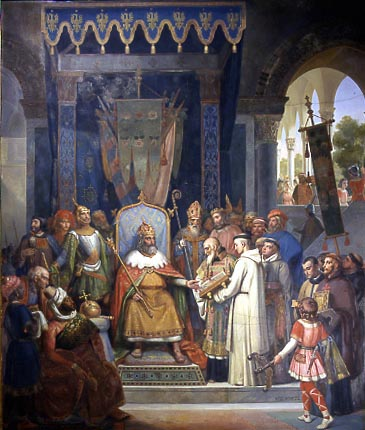
Charlemagne, entouré de ses principaux officiers, reçoit Alcuin qui lui présente des manuscrits, ouvrage de ses moines.
Victor Schnetz, 1830, musée du Louvre, Paris.

La IIIe République a fait de Charlemagne l'inventeur de l’école publique, un fait remis en cause par les historiens au XXe siècle. Il met en place dans son vaste empire, aussi bien dans les campagnes que dans les villes, un système d'instruction, correspondant à ce qu'on appelle aujourd'hui école primaire, à la fois gratuit et accessible aux enfants de toutes conditions, afin d’apprendre à chanter, lire et compter.
L'œuvre d'Alcuin, dirigeant de l'Académie palatine, consiste, en plus de la publication d'un traité d'orthographe et d'une grammaire, à rénover le programme d'enseignement des arts libéraux qu'on appellera par la suite l'enseignement des collèges, ou l'enseignement secondaire (le trivium) et l'enseignement universitaire (le quadrivium). En 789, l'article 72 du capitulaire Admonitio generalis rend obligatoire la création d'une école publique dans chaque chapitre épiscopal et dans chaque monastère. Le modèle déjà existant de l'école cathédrale est généralisé aux églises collégiales et aux monastères. L'enseignement primaire y est offert, non plus seulement à des oblats pour alimenter le scriptorium, mais aussi aux bourgeois qui sont invités à y faire instruire leurs enfants. Une administration décentralisée est ainsi mise en place au sein du clergé, tant séculier que régulier (écolâtres).
La renaissance carolingienne menée dans le domaine scolaire par de nombreux collaborateurs d'Alcuin développe l'école, sinon une ambition d'école, jusque dans les campagnes reculées, en confiant une tâche d'enseignement à chacun des curés ou des prieurs que la réforme grégorienne instituera recteurs de paroisse.

#### L'Université, première administration de l'enseignement
En 1108, Guillaume de Champeaux, écolâtre de Notre-Dame de Paris, tente de refonder cette tradition exégétique à l'abbaye Saint-Victor, à l'emplacement de laquelle seront construits au XVIIe siècle le Jardin royal des plantes médicinales (aujourd'hui le Muséum national d'histoire naturelle) puis au XXe, pour la Faculté des sciences, le campus de Jussieu.
En 1110, Abélard, poète et fondateur, opère la rupture avec cet enseignement fondé sur la copie des textes religieux en se retirant sur la montagne Sainte-Geneviève, en établissant la notion juridique d'intention, du droit moderne, qui est à l'origine du développement d'écoles libres, futurs collèges, où le maître est rémunéré par les familles des élèves ou leurs bienfaiteurs. Très vite concurrencées par la future université d'Oxford voulue dès 1167 par le souverain Henri Plantagenêt soucieux de conserver la main sur un enseignement civil naissant, leur multiplication dans un Paris qui bénéficie de l'explosion démographique liée à la renaissance capétienne provoque une immense grève au sujet du statut juridique de clercs pour les enseignants, qui se résout par la charte du 15 janvier 1200 portant création de la première université dotée d'un statut juridique comme telle, c'est-à-dire dotée d'une personnalité et d'une autonomie juridiques et administratives.

#### Ancien Régime et Révolution française
En réalité, pendant l’Ancien Régime, le pouvoir royal prenait quelques initiatives en matière d’enseignement, mais en laissant les pouvoirs locaux et surtout l’Église l’organiser. Excepté un projet de Turgot de constituer un conseil chargé de contrôler les universités, collèges et petites écoles, la nécessité d’un service traitant de ces questions ne se faisait donc pas sentir. Cette situation a demeuré pendant les premières années de la Révolution, car même si apparaissaient dès cette époque des projets de réforme de l’enseignement, le changement de ces structures n’apparaissait pas comme une priorité.
Toutefois, l’Assemblée législative crée le 14 octobre 1791 un Comité de l’instruction publique — composé de 24 membres et chargé d'un projet d'organisation générale de l'Instruction publique — qui décide en particulier, le 18 août 1792, que les religieux ne devront plus s’occuper d’éducation. Peu auparavant, en août 1791, l'instruction et l'éducation publiques avaient « provisoirement » été dévolues au ministre de l'Intérieur : cela durera, avec différentes formes et variations de missions, jusqu'en 1824. Sous la Convention (septembre 1792-octobre 1795), le Comité d’instruction publique est prolongé, redéfini et comporte des pouvoirs plus importants. C’est lui qui sera à l’initiative de la création des écoles centrales (qui remplacent les anciens collèges, en 1795) et contribuera à la création ou à la réorganisation de plusieurs grandes écoles, comme l’École polytechnique, le Conservatoire national des arts et métiers, l’École normale supérieure. Avril 1794 voit douze commissions exécutives remplacer les ministères, dont une commission d'instruction publique — que le Comité d'instruction publique doit chapeauter, mais les rôles évoluent — ; octobre 1795 voit reparaître les ministères et disparaître les commissions : l'instruction publique revient dans le giron du ministère de l'Intérieur. Dirigeront la cellule responsable de l'instruction publique — sous différentes appellations — : Pierre Louis Guinguené (novembre 1795 – mars 1798) ; Frédéric François Venceslas Jacquemont (mars 1798 – décembre 1799) ; et Antoine-Vincent Arnault (décembre 1799 – février 1800).
Avec le Directoire (1795-1799), les comités sont supprimés et les questions d’éducation attribuées au ministère de l’Intérieur. Ce ministère conservera l’instruction dans ses attributions jusqu’en 1824, malgré la naissance, en 1808, de l’Université impériale.

#### Du Premier Empire au Conseil royal de l'instruction publique
Arrivé au pouvoir, Napoléon Bonaparte constate la désorganisation de l'enseignement primaire. Deux grands projets sont successivement établis et étudiés ; en mai 1802, le second devient une loi. En parallèle, le ministère de l'Intérieur est réorganisé et, en ce qui concerne l'Instruction publique, un conseiller d’État en est responsable. Ainsi, ce qui est devenu la direction de l'Instruction publique acquiert plus d'autonomie vis-à-vis de son ministère. Le premier directeur de celle-ci, Roederer, s'intéresse fortement au développement de l'esprit public, tandis que le second, Antoine-François de Fourcroy, assure davantage de contrôle de l’État sur l'instruction, ce qui est l'une des visées initiales de ces différentes modifications. Sont notamment créés l'inspection générale des études, puis, en 1805, l'Université impériale et, en mars 1808, paraît un décret concernant l'organisation de celle-ci — avec une administration centrale très hiérarchisée. Le dirigeant de l'administration de l'Université et président du conseil de l'Université est alors son grand maître, dont le premier est Fontanes. Napoléon Ier rétablit les écoles religieuses puis, le 15 août 1808, son décret sur l'éducation prévoit notamment, dans son article 38, que les écoles doivent désormais suivre les « principes de l’Église catholique », et dispose dans son article 109 que les Frères des écoles chrétiennes s’occuperont désormais de l’enseignement primaire et formeront les instituteurs. Ces « Lasalliens », principaux acteurs de l'enseignement primaire catholique, reprennent progressivement leurs fonctions. Mais les ouvertures d'écoles seront si lentes, faute de maîtres formés en nombre suffisant, qu'elles laisseront temporairement la place au fort développement de l'école mutuelle.
Les réformes de Napoléon Bonaparte se consacrent plutôt au développement de l'enseignement secondaire et supérieur, elles sont marquées notamment par la création des lycées. Ces réformes aboutissent à la création, par la loi du 10 mai 1806, de l'Université impériale comme « un corps unique d'enseignants ». Toutefois, l'application de la réforme prend du temps, et c'est seulement le 17 mars 1808 que paraît le décret organisant l'Université, qui marque la véritable naissance de l'Université impériale.
L'Université impériale est confiée à un grand-maître de l'Université (Jean-Pierre Louis de Fontanes) nommé par l'Empereur et assisté d'un chancelier (Jean-Chrysostôme de Villaret). La France est divisée en autant d'académies que de cours d'appel et un recteur d'académie est nommé à la tête de chacune d'elles. Le grand-maître préside un conseil de l'Université composé de quarante membres, dont le rôle est purement consultatif et qui n'intervient que dans des domaines très limités. De même chaque recteur est assisté d'un conseil académique. Dans l'ensemble de l'organisation, le grand-maître a un rôle prépondérant.
Le gouvernement de la Première Restauration engage une réforme, qui ne peut aboutir avant les Cent-Jours. Après la deuxième abdication de Napoléon, la réforme ambitieuse est abandonnée au profit de changements présentés comme provisoires.
En réalité, Louis XVIII conserve les grandes lignes de l'Université napoléonienne, en particulier les académies, à qui certains textes donnent le nom d’« universités ». Le conseil de l'Université est remplacé par une Commission d'instruction publique puis, en 1820, par un Conseil royal de l'instruction publique, réduit à cinq membres ; la fonction de grand-maître se trouve remplacée par un simple « président du Conseil royal ».
Les pouvoirs autrefois concentrés auprès du grand maître sont en partie transférés, soit vers le conseil qui, sur certains sujets, décide « à la pluralités des voix », soit vers les autorités locales, les recteurs ou les facultés, dont l'autonomie est cependant très relative.
Dans les années qui suivent, plusieurs ordonnances viennent amender le dispositif, en augmentant le nombre des membres du Conseil et en redonnant du pouvoir à son président, qui décide seul des questions individuelles, après avoir seulement « pris l'avis » de ce Conseil. Le titre de grand-maître est finalement rétabli en 1822.
Durant toutes ces années, le ministère de l'Intérieur continue d'assurer la surveillance générale des questions d'instruction, mais la réalité du pouvoir de décision revient aux instances de l'Université (puis du conseil de l'Instruction).

### Du ministère de l'Instruction publique au ministère de l'Éducation nationale

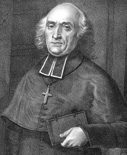
Denis Frayssinous, premier ministre de l'Instruction publique.

Le 26 août 1824, une ordonnance crée un ministère des Affaires ecclésiastiques et de l'Instruction publique, confié à Mgr Denis Frayssinous, ancien grand maître de l'Université (juin 1822), membre de l’Académie française (1822), fondateur de l'agrégation spéciale de philosophie (1825). Ce ministère est organisé sous la forme de deux directions, une pour chacun des deux domaines confiés au nouveau département. La Direction de l'Instruction publique, après plusieurs démembrements et réorganisations, donnera naissance aux différents services de l'administration centrale (voir plus loin).
Le 4 janvier 1828, sous le règne de Charles X, Martignac est nommé ministre de l'Intérieur avec les fonctions de chef du gouvernement, et le ministère de l'Instruction publique, confié à Antoine Lefebvre, comte de Vatimesnil, est séparé des Affaires ecclésiastiques, et devient pour la première fois indépendant du ministère des Cultes, conservé par l'ancien ministre Mgr Denis Frayssinous.
Toutefois, l'Instruction publique sera à nouveau rattachée au ministère des Cultes à plusieurs reprises au cours du XIXe siècle.
Sous le règne de Louis-Philippe d'Orléans, avec l'ordonnance du 11 octobre 1832 et le ministère de François Guizot, les attributions du ministère de l'Instruction publique augmentent, par transfert de services qui dépendaient de l'Intérieur ou du Commerce, avec le rattachement de plusieurs établissements littéraires (Collège de France, École nationale des chartes) et scientifiques (Muséum national d'histoire naturelle), les encouragements aux arts, aux lettres et aux sciences, les bibliothèques publiques.
Le ministère de l'Instruction publique se voit rattacher les théâtres et les Archives nationales en 1838, mais la tutelle sur les autres types d'archives publiques ne lui est confiée qu'en 1884.
En 1871, le ministère prend le nom de ministère de l'Instruction publique et des Beaux-Arts.
À mesure de l'avancée du XIXe siècle, les effectifs du ministère s'étoffent surtout avec le développement des efforts du pouvoir en faveur de l'enseignement (lois Guizot, Falloux, Duruy). Le phénomène s'accentue encore avec les réformes engagées dans les années 1880. L'instruction obligatoire (lois Ferry, 1881 et 1882) oblige à prévoir une fréquentation de l'école de 6 à 11 ans. Ensuite, la loi du 18 juillet 1889 fait des instituteurs, formés dans les écoles normales d'instituteurs, des fonctionnaires de l'État, ce qui entraîne une augmentation rapide des effectifs et du budget et rend nécessaire le développement de l'administration déconcentrée pour faciliter la gestion de l'enseignement primaire. Le prolongement de l'instruction obligatoire viendra également renforcer ce poids de l'administration.
L'organisation académique subit aussi des révisions. En 1850, la loi Falloux instaure une académie dans chaque département, soit près d'une centaine. Toutefois, cette expérience est rapidement remise en cause : dès 1854, une nouvelle carte des académies est organisée, prévoyant un nombre d'académies particulièrement réduit (moins qu'en 1808). Des académies seront progressivement recréées au cours du XXe siècle, aboutissant à la carte actuelle.
Le ministère de l'Instruction publique, sous la houlette de Jules Ferry organise des expéditions scientifiques en Tunisie, pilotées par Ernest Cosson. Outre des apports archéologiques, paléontologiques, botaniques, elles permirent la découverte du gisement phosphatier par Philippe Thomas, qui a contribué au développement économique du pays.
Quant aux attributions du ministère, renommé en « Éducation nationale » en 1932, elles se trouvent réduites, d'abord dans les années 1930, au profit du ministère de la Jeunesse et des Sports mais surtout, à partir de 1958, du ministère de la Culture qui récupère presque tout ce qui concerne les arts et lettres. Toutefois, la direction des Bibliothèques reste au ministère de l'Éducation nationale jusqu'à la création, en 1975, de la Direction du Livre et de la Lecture au ministère de la Culture.
En 1974 est créé un secrétariat d'État aux Universités, indépendamment du ministère de l'Éducation, appellation utilisée pendant le septennat de Valéry Giscard d'Estaing. Depuis cette date, selon les gouvernements, quatre formes de répartition se sont succédé :
- soit un ministère unique pour l'Éducation nationale, l'Enseignement supérieur et la Recherche (gouvernements Alain Juppé 1 et 2, gouvernement Lionel Jospin jusqu’au remaniement du 27 mars 2000, gouvernement Dominique de Villepin, gouvernements Manuel Valls 1 et 2, gouvernement Bernard Cazeneuve) ;
- soit un ministère chargé de l'Éducation nationale et de l'Enseignement supérieur, la Recherche étant confiée à un ministère autonome ou rattachée à un autre ministère (gouvernement Laurent Fabius, gouvernement Lionel Jospin après le remaniement du 27 mars 2000) ;
- soit un ministère chargé de l'Éducation nationale et de la Jeunesse (gouvernement Édouard Philippe 2 après le remaniement du 16 octobre 2018, gouvernement Élisabeth Borne, gouvernement Gabriel Attal après le remaniement du 8 février 2024), auquel se sont ajoutés les Sports (gouvernement Michel Rocard 2, gouvernement Jean Castex, gouvernement Gabriel Attal jusqu’au remaniement du 8 février 2024), la Recherche (gouvernements Jean-Pierre Raffarin) et la Vie associative (gouvernement François Fillon 3) ;
- soit un ministère centré sur la seule Éducation nationale, l'Enseignement supérieur et la Recherche étant confiés à un ministère autonome (gouvernement Jacques Chirac 1, gouvernements François Fillon 1 et 2, gouvernements Jean-Marc Ayrault 1 et 2, gouvernements Édouard Philippe 1 et 2 jusqu’au remaniement du 16 octobre 2018).

Le développement de la décentralisation contribuent à diminuer les effectifs administratifs du ministère, tandis que l'administration centrale tend à déconcentrer de plus en plus de compétences aux rectorats et aux services départementaux.

### Identité visuelle (logotype)
Le logotype du ministère varie régulièrement au gré des changements de dénominations. Le logotype suit systématiquement les règles et principes de la charte graphique de la communication gouvernementale en France avec le système du « bloc marque ». De 2000 à 2014, le ministère bénéficiait d'un logo particulier (un « É » stylisé comme icône, et représentant une pomme, symbole de la connaissance), créé par Ruedi Baur, abandonné pour être remplacé par un logo standardisé.

Logo du ministère de l’Éducation nationale entre 2000 et 2014.
Logo du ministère de l’Éducation nationale, de l’Enseignement supérieur et de la Recherche entre 2014 et 2017.
Logo du ministère de l’Éducation nationale entre 2017 et 2018.
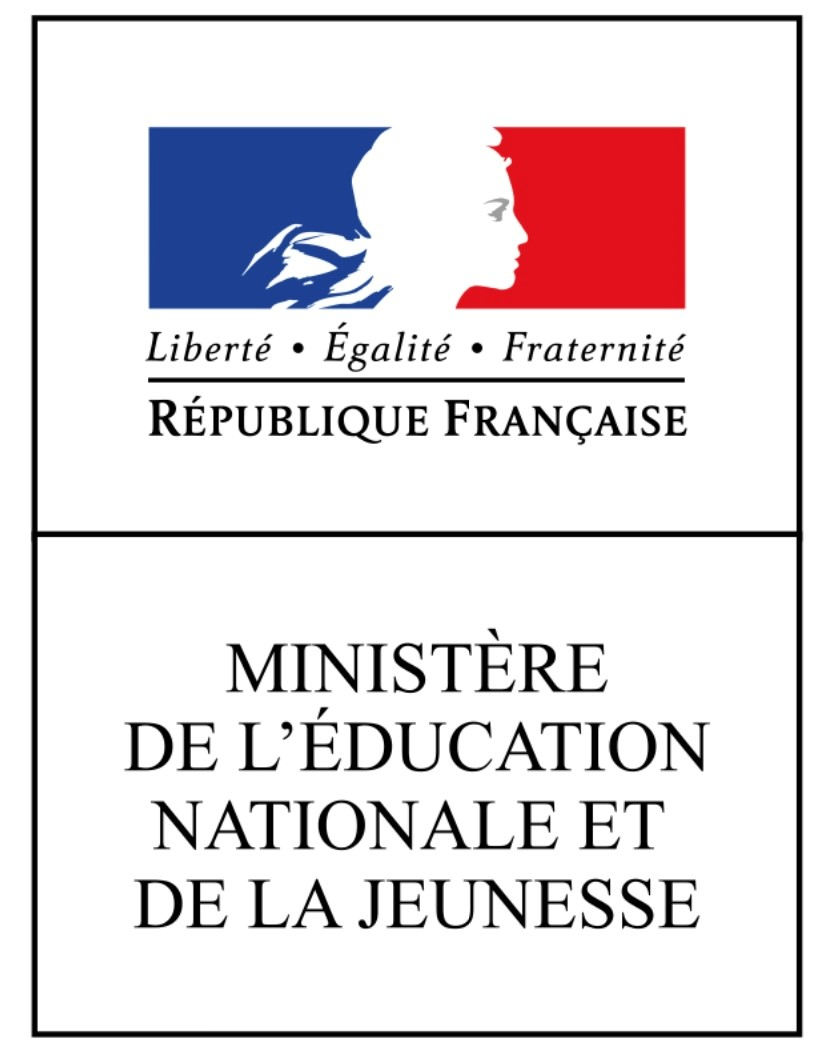
Logo du ministère de l'Éducation nationale et de la Jeunesse 2018 à 2020.
Logo du ministère de l’Éducation nationale et de la Jeunesse en 2020.
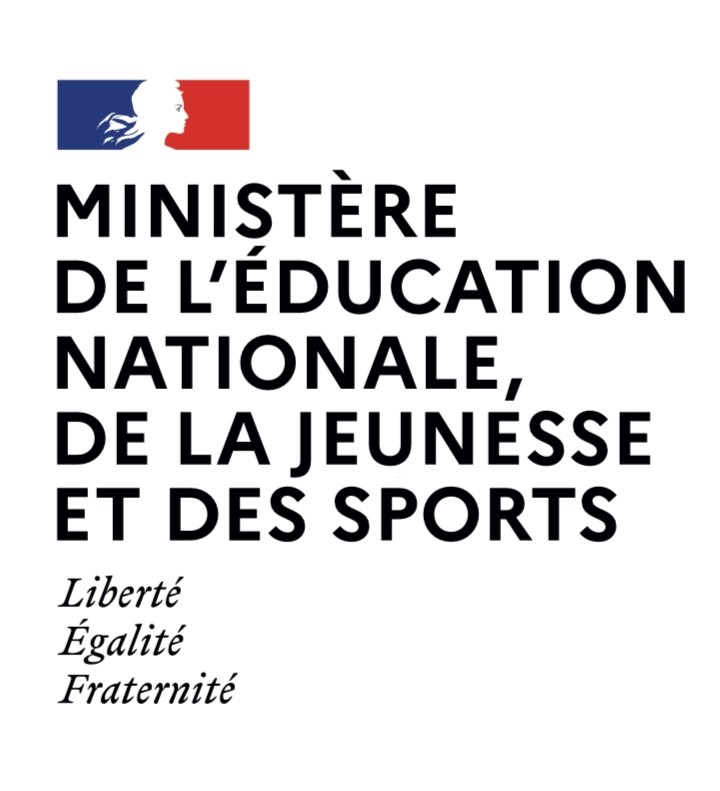
Logo du ministère de l’Éducation nationale, de la Jeunesse et des Sports de 2020 à 2022.
Logo du ministère de l’Éducation nationale et de la Jeunesse de 2022 à 2024, puis à partir de février 2024.
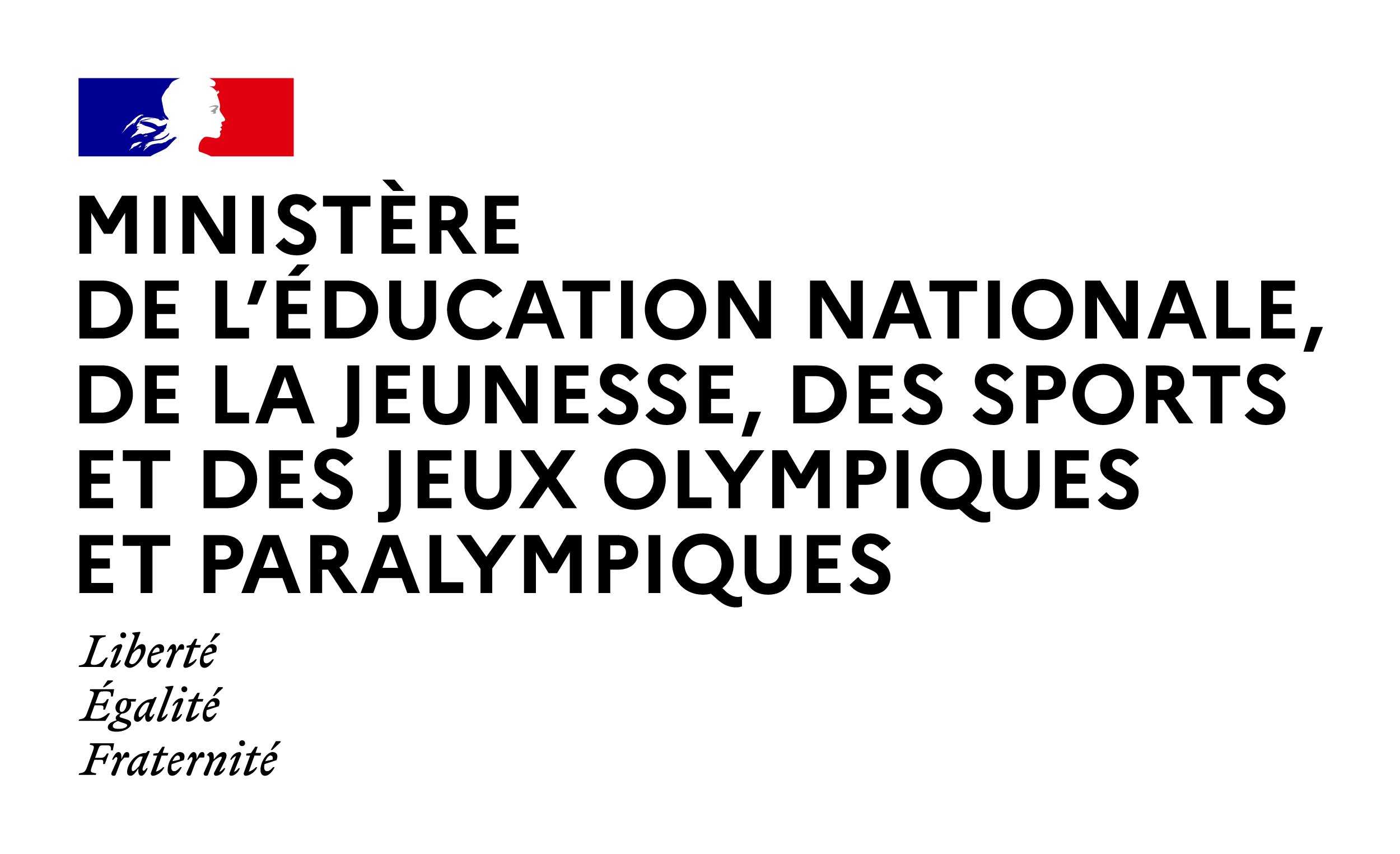
Logo du Ministère de l'Éducation Nationale, de la Jeunesse, des Sports et des Jeux Olympiques et Paralympiques de janvier à février 2024.

## Attributions

### Acteur central pour l'éducation

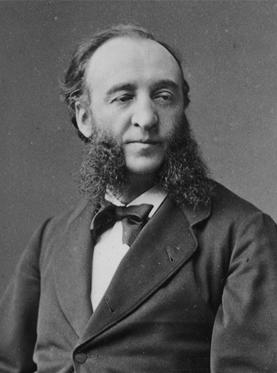
Jules Ferry, ministre de l'Instruction publique entre 1879 et 1882 (avec des interruptions).

L'alinéa 13 du préambule de la Constitution du 27 octobre 1946, repris dans le bloc de constitutionnalité de la Cinquième République, proclame : 

« La Nation garantit l'égal accès de l'enfant et de l'adulte à l'instruction, à la culture et à la formation professionnelle. L'organisation de l'enseignement public gratuit et laïque à tous les degrés est un devoir de l'État. »

Ce principe constitutionnel est à relier au long héritage du service public d'éducation fourni par l'État de manière centralisée et unitaire.
En France, l'organisation et la gestion de l'enseignement sont confiées au ministère de l'Éducation nationale. Ce ministère a plus particulièrement la responsabilité de l'organisation et de l'administration du système éducatif, de l'école maternelle à l'enseignement post-baccalauréat. Toutefois, l'enseignement agricole relève du ministère de l'Agriculture et le ministère de la Défense entretient des lycées de la défense. Enfin, d'autres ministères comme celui des Finances disposent d'établissements propres au niveau secondaire destinés à former les élèves se destinant à certaines carrières spécifiques aux administrations concernées (cf. École de la fonction publique française).
En outre, les lois de décentralisation de 1982-83 et 2003-04 ont transféré certaines compétences aux collectivités territoriales, selon le principe de compétences partagées. Les compétences ainsi assumées par les collectivités territoriales sont surtout celles relatives aux locaux et au personnel ouvrier et technique. Dans ce cadre, et sous le contrôle du recteur d'académie, les communes gèrent le primaire, les départements les collèges, et les régions les lycées et les centres de formation d'apprentis.

### Attributions du ministère
Le décret no 2014-402 du 16 avril 2014 lui demande de préparer et mettre en œuvre « la politique du gouvernement relative à l'accès de chacun aux savoirs et au développement de l'enseignement préélémentaire, élémentaire, secondaire et supérieur ».
Le ministère de l'Éducation nationale, de l'Enseignement supérieur et de la Recherche, assisté du secrétariat d'État à l'Enseignement supérieur et à la Recherche, est chargé de l'enseignement scolaire, de l'enseignement supérieur et de la recherche.
Au titre de l'enseignement scolaire, son périmètre comprend l'enseignement préélémentaire (école maternelle), l'enseignement élémentaire, l'enseignement secondaire (collège, classes secondaires des lycées, centres de formations d'apprentis), et les classes supérieures des lycées (STS, CPGE). Sur le plan de l'organisation LOLF, il intervient dans la mission « enseignement scolaire » et gère les programmes nos 139, 140, 141, 230 et 214.
Le ministère est le responsable exclusif de l'élaboration et de la mise en œuvre du contenu des enseignements et des programmes scolaires, dont il contrôle l'application. Il définit l'organisation des cursus scolaires, des filières, il définit les modalités de l'orientation des élèves, et en assure la gestion. Il détient de ce fait la maîtrise totale des compétences pédagogiques. Il définit et délivre les diplômes nationaux, et conserve le monopole de la collation des grades et diplômes universitaires.
Il joue un rôle important d'évaluation et de contrôle des établissements d'enseignement scolaire publics et privés. Il passe contrat avec certains établissements « concourant au service public de l'enseignement » et leur apporte un soutien financier ; il paye directement leur personnel enseignant.
L'État assume le recrutement, la rémunération et la gestion de la carrière du personnel enseignant et assimilé, de même que pour le personnel administratif et de santé (médecins, infirmiers scolaires, assistants sociaux scolaires). Le ministère paie également les dépenses de fonctionnement pédagogiques des écoles, collèges et lycées.
Les établissements publics d'enseignement sont des établissements publics qui ne dépendent pas directement de l'État, mais le ministère les contrôle de facto, puisqu'il en nomme le personnel éducatif (le personnel de fonctionnement étant financé par les collectivités depuis l'Acte II de la décentralisation) en plus d'en maîtriser le budget. Depuis les lois de décentralisation, les collectivités territoriales participent financièrement à la partie immobilière des dépenses et certaines autres (fourniture de livres par exemple), mais l'État reste prépondérant.
Le ministère de l’Éducation nationale, de l'Enseignement supérieur et de la Recherche, assume également un certain nombre de compétences à caractère social, comme l'attribution de bourses ou l'action sociale et sanitaire en milieu scolaire. Il intervient également dans l'orientation scolaire.
L'enseignement agricole relève du ministère de l'Agriculture, mais le ministère de l'Éducation nationale arrête l'organisation générale de la scolarité et fixe les règles communes à l'enseignement général et à l'enseignement agricole.
En 2022, le remaniement ministériel introduit un partage de compétences avec deux autres ministères : d'une part par le rattachement du secrétariat d’État à la Jeunesse au ministère des Armées, qui vise notamment à finaliser la généralisation du Service national universel, inclus dans le portefeuille ; d'autre part avec le rattachement de l’enseignement professionnel au ministère du Travail.

## Organisation

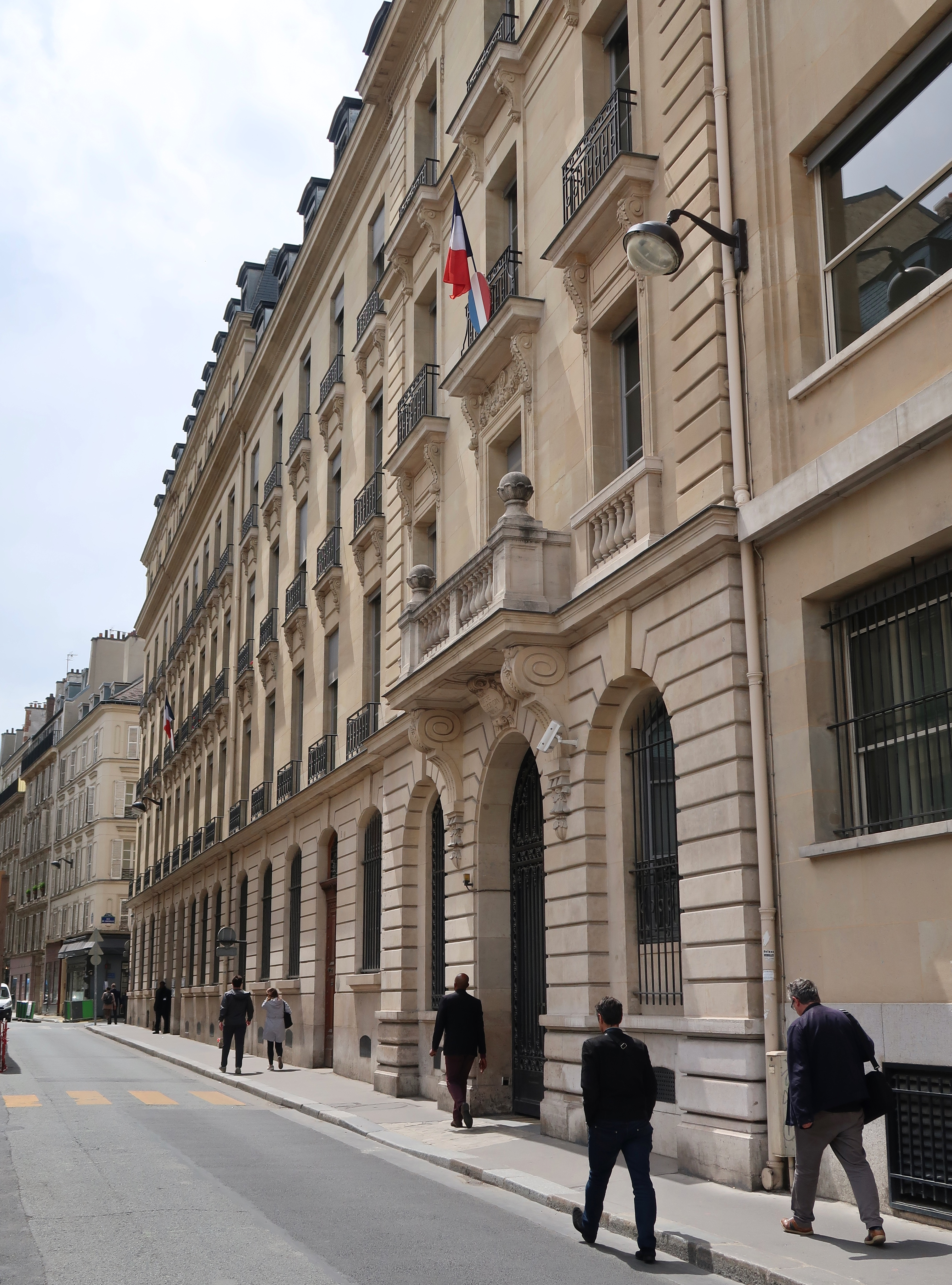
Le ministère de l'Éducation nationale, à l'angle des rues de Grenelle et de Bellechasse.

Le siège du ministère de l'Éducation nationale est situé au no 110 rue de Grenelle dans le 7e arrondissement à Paris, dans l'hôtel de Rochechouart, de 1776. C'est pourquoi il est souvent appelé Grenelle ou rue de Grenelle dans les médias. Toutefois, les accords de Grenelle font référence, non à ce ministère, mais à celui du Travail, situé dans la même rue. C'est en ces lieux que sont installés le cabinet du ministre, ainsi que plusieurs des directions et services de l'administration centrale.
Toutefois, d'autres services ont dû, par manque de place, être installés dans d'autres immeubles, proches rue des Saints-Pères, rue du Bac ou, plus loin, au 34 rue de Châteaudun (9e arrondissement), au 61 rue Dutot (15e arrondissement) puis depuis 2009 au 72 rue Regnault (13e arrondissement) pour la direction générale des Ressources humaines.
Soutenu par le ministre des Affaires culturelles André Malraux, l'architecte Jean Faugeron propose en 1965 de détruire la prison de la Santé (14e arrondissement de Paris) pour construire à la place un immeuble pyramidal en fuseau d'environ 50 étages, qui abriterait le ministère de l'Éducation nationale. En 1974, l'arrivée au pouvoir de Valéry Giscard d'Estaing met un terme au projet,.
Le ministère est organisé en plusieurs niveaux.

### Ministre et cabinet
C'est le cœur politique du ministère, là où s'élaborent les grandes lignes directrices de l'action ministérielle en accord avec les priorités et directives du Premier ministre. Le cabinet prépare les dossiers des ministres, ce qui peut entraîner des conflits avec l'administration centrale.
Les ministres disposent d'un directeur de cabinet, qui mène la vie administrative du cabinet et s'assure de son bon fonctionnement, et est chargé des relations entre celui-ci et les différentes administrations du ministère. Le chef de cabinet est, lui, le plus étroit collaborateur politique du ministre, chargé notamment d'épauler ce dernier dans ses choix politiques et d'entretenir le dialogue avec le secrétariat général du gouvernement à Matignon, les autres ministères et les médias.
Le Cabinet est également composé de divers conseillers et conseillers techniques choisis par les ministres, afin de leur apporter les éléments nécessaires à leurs prises de décisions dans les différents domaines relevant de ses compétences.
Le ministre de l'Éducation nationale est également le président du conseil de l'ordre des Palmes académiques, le chef du bureau du cabinet du ministre en étant le secrétaire.

### Administration centrale
Contrairement au cabinet, composé de membres choisis par le ministre, l'administration centrale est composée uniquement de fonctionnaires titulaires (ou stagiaires) ou de contractuels, afin de procurer une certaine stabilité à l'ensemble, et de garantir une continuité dans la gestion ainsi qu'une solide expérience des dossiers au sein de l'administration. Car l'administration centrale désigne l'ensemble des services et agents publics - regroupés en bureaux et directions - chargés de faire fonctionner le service public éducatif (finances, administration…) et d'appliquer les décisions réglementaires ou législatives en matière éducative.
Le ministère de l'Éducation nationale, comprend un secrétariat général, trois directions générales et divers services. La direction générale de l'Enseignement supérieur et de l'Insertion professionnelle et la direction générale de la Recherche et de l'Innovation relèvent plus spécifiquement du secrétaire d'État à l'Enseignement supérieur et à la Recherche.
Les directions générales et le secrétariat général sont divisés en services et en directions. Le secrétariat général, les directions générales, les services et les directions sont dirigés chacun par un directeur nommé par décret. Les directions, sous-directions et services sont composés de différents bureaux chargés de missions spécifiques.
|                     |                     |                     |                     |                     |                     | Ministre de l'Éducation nationale | Ministre de l'Éducation nationale | Ministre de l'Éducation nationale             | Ministre de l'Éducation nationale             | Ministre de l'Éducation nationale             | Ministre de l'Éducation nationale             |                                               |                                               |  |  |                                                                                  |                                                                                  | Ministre chargé de l'Enseignement supérieur                                      | Ministre chargé de l'Enseignement supérieur                                      | Ministre chargé de l'Enseignement supérieur                                      | Ministre chargé de l'Enseignement supérieur                                      | Ministre chargé de l'Enseignement supérieur | Ministre chargé de l'Enseignement supérieur |                                                       |                                                       |                                                       |                                                       |                                                       |                                                       |  |  |  |  |  |  |  |  |  |  |
|                     |                     |                     |                     |                     |                     | Ministre de l'Éducation nationale | Ministre de l'Éducation nationale | Ministre de l'Éducation nationale             | Ministre de l'Éducation nationale             | Ministre de l'Éducation nationale             | Ministre de l'Éducation nationale             |                                               |                                               |  |  |                                                                                  |                                                                                  | Ministre chargé de l'Enseignement supérieur                                      | Ministre chargé de l'Enseignement supérieur                                      | Ministre chargé de l'Enseignement supérieur                                      | Ministre chargé de l'Enseignement supérieur                                      | Ministre chargé de l'Enseignement supérieur | Ministre chargé de l'Enseignement supérieur |                                                       |                                                       |                                                       |                                                       |                                                       |                                                       |  |  |  |  |  |  |  |  |  |  |
|                     |                     |                     |                     |                     |                     |                                   |                                   |                                               |                                               |                                               |                                               |                                               |                                               |  |  |                                                                                  |                                                                                  |                                                                                  |                                                                                  |                                                                                  |                                                                                  |                                             |                                             |                                                       |                                                       |                                                       |                                                       |                                                       |                                                       |  |  |  |  |  |  |  |  |  |  |
|                     |                     |                     |                     |                     |                     |                                   |                                   |                                               |                                               |                                               |                                               |                                               |                                               |  |  |                                                                                  |                                                                                  |                                                                                  |                                                                                  |                                                                                  |                                                                                  |                                             |                                             |                                                       |                                                       |                                                       |                                                       |                                                       |                                                       |  |  |  |  |  |  |  |  |  |  |
|                     |                     |                     |                     |                     |                     |                                   |                                   |                                               |                                               |                                               |                                               |                                               |                                               |  |  |                                                                                  |                                                                                  |                                                                                  |                                                                                  |                                                                                  |                                                                                  |                                             |                                             |                                                       |                                                       |                                                       |                                                       |                                                       |                                                       |  |  |  |  |  |  |  |  |  |  |
| Secrétariat général | Secrétariat général | Secrétariat général | Secrétariat général | Secrétariat général | Secrétariat général |                                   |                                   | Direction générale de l'enseignement scolaire | Direction générale de l'enseignement scolaire | Direction générale de l'enseignement scolaire | Direction générale de l'enseignement scolaire | Direction générale de l'enseignement scolaire | Direction générale de l'enseignement scolaire |  |  | Direction générale de l'enseignement supérieur et de l'insertion professionnelle | Direction générale de l'enseignement supérieur et de l'insertion professionnelle | Direction générale de l'enseignement supérieur et de l'insertion professionnelle | Direction générale de l'enseignement supérieur et de l'insertion professionnelle | Direction générale de l'enseignement supérieur et de l'insertion professionnelle | Direction générale de l'enseignement supérieur et de l'insertion professionnelle |                                             |                                             | Direction générale de la recherche et de l'innovation | Direction générale de la recherche et de l'innovation | Direction générale de la recherche et de l'innovation | Direction générale de la recherche et de l'innovation | Direction générale de la recherche et de l'innovation | Direction générale de la recherche et de l'innovation |  |  |  |  |  |  |  |  |  |  |

En 2021, les administrations appartenant jusqu’ici au ministère chargé de la jeunesse, des sports et de la vie associative sont rattachées au ministères de l'éducation nationale et de l'enseignement supérieur et de la recherche.

#### Direction générale de l'Enseignement scolaire
La direction générale de l'Enseignement scolaire (DGESCO) élabore et met en œuvre la politique relative aux écoles, aux collèges, aux lycées et aux lycées professionnels. Elle attribue aux autorités académiques les dotations en personnel et en crédits destinés aux établissements scolaires et élabore la réglementation relative au fonctionnement de ces derniers. Elle assure la tutelle pédagogique des établissements privés sous contrat de l'enseignement scolaire. En matière pédagogique, elle développe l'utilisation des nouvelles technologies. Elle est compétente en matière d'insertion et de formation professionnelle initiale et continue dans les établissements du second degré. Elle définit la politique des zones d'éducation prioritaire, de vie scolaire, et d'action sanitaire et sociale. Elle conduit les actions en matière d'intégration des élèves et d'éducation spécialisée. Elle définit les orientations générales de la politique de formation continue des enseignants du premier et du second degré et contribue à la définition des orientations de leur formation initiale et à leur mise en œuvre, en liaison avec la direction de l'enseignement supérieur.
Elle comprend :
- le service de l'instruction publique et de l'action pédagogique ;
- le service du budget, de la performance et des établissements.

Sa gestion de l’opération « Un livre pour les vacances » est mise en cause en 2025.

#### Direction générale de l'Enseignement supérieur et de l'Insertion professionnelle
La direction générale de l'Enseignement supérieur et de l'Insertion professionnelle (DGESIP) est chargée de l'élaboration et de la mise en œuvre des formations supérieures (post-baccalauréat). Elle prépare la répartition des moyens financiers et en personnel des établissements d'enseignement supérieur, prépare leur cadre juridique. Elle est responsable de la politique du patrimoine immobilier de l'enseignement supérieur et assure la préparation, le financement, le suivi et l'évaluation des contrats de projets État-régions pour ce qui concerne les établissements d'enseignement supérieur. En matière internationale, elle définit les mesures nécessaires à la construction de l'espace européen d'enseignement supérieur, et favorise l'ouverture à l'international des formations supérieures. Elle collabore avec la direction générale pour la Recherche et de l'Innovation pour l'organisation et le financement des formations et écoles doctorales, dont elle est responsable, et pour la politique d'offre nationale d'enseignement supérieur et de recherche universitaire. Elle est compétente en matière de vie universitaire (conditions de vie, insertion professionnelle), de formation continue et de bibliothèques universitaires. Elle est chargée de la formation initiale des enseignants du premier et du second degrés. Elle assure la tutelle des établissements publics nationaux relevant du ministre chargé de l'enseignement supérieur. Elle exerce les compétences dévolues au ministre concernant la tutelle et la définition des projets pédagogiques des établissements de formation et d'enseignement supérieur relevant d'autres ministères.
Elle comprend :
- le service de la stratégie des formations et de la vie étudiante ;
- le service de la stratégie de contractualisation, du financement et de l'immobilier ;
- le collège des conseillers scientifiques, le pôle de coordination des affaires générales ainsi que la mission expertise et conseil auprès des établissements.

Deux services à compétence nationale lui sont rattachés, le « pôle de contractualisation et de financement des établissements de formation et de recherche » (créé en 2009) et le SCN « Parcoursup » (créé en 2018).

#### Direction générale de la Recherche et de l'Innovation
La direction générale de la Recherche et de l'Innovation (DGRI) élabore la politique et les orientations en matière de recherche et veille à sa mise en œuvre. Elle est chargée des programmes budgétaires relatifs aux recherches scientifiques et technologiques pluridisciplinaires et répartit les moyens de la recherche entre les établissements d'enseignement supérieur, en collaboration avec la DGESIP, avec laquelle elle élabore la politique des formations et écoles doctorales ; elle exerce la tutelle sur les organismes de recherche (CNRS…), sur les écoles françaises à l'étranger ainsi que sur les établissements et musées relevant de ses attributions ; elle propose et met en œuvre la politique de diffusion de la culture scientifique et technique. Elle élabore aussi la politique de développement technologique et d'innovation et veille à sa mise en œuvre. Elle veille à la valorisation des résultats de la recherche publique et au partenariat technologique avec les entreprises ; elle assure la tutelle des organismes à dominante technologique relevant du ministère ; elle participe à l'élaboration des programmes de recherche et de développement technologique financés par l'Union européenne et en suit l'exécution ; elle détermine, pour ce qui concerne le ministère, les procédures de financement de la recherche industrielle et de soutien à l'innovation…

#### Secrétariat général
Le secrétariat général regroupe différents services à caractère transversal :
- la direction générale des Ressources humaines (DGRH) gère l'ensemble du personnel du ministère de l'Éducation nationale, de l'Enseignement supérieur, de la Recherche, de la Jeunesse et des Sports. La DGRH comprend elle-même :
  - le service des personnels enseignants de l'enseignement supérieur et de la recherche ;
  - le service des personnels enseignants de l'enseignement scolaire ;
  - le service des politiques sociales et des personnels des bibliothèques, ingénieurs, administratifs, techniques, pédagogiques, sociaux et de santé ;
  - le service de l'attractivité et de la politique des ressources humaines ;
  - le service de l'appui au pilotage et des ressources.
- la direction de l'Encadrement (DE) assure la gestion des personnels d'encadrement des ministères, et en particulier de l'encadrement supérieur.
- L’Institut des hautes études de l'éducation et de la formation, service à compétence nationale.
- la direction de l’Évaluation, de la Prospective et de la Performance (DEPP) met en œuvre le dispositif d'évaluation du système éducatif et contribue à l'évaluation des politiques du ministère, notamment à travers les outils statistiques qu'elle gère et confectionne, et à travers les différentes études qu'elle mène en collaboration avec tous les acteurs du système éducatif. Elle est chargée de la prévision à court et moyen terme et, en relation avec les organismes de recherche, de la prévision à long terme. Elle prépare les systèmes d'aide à l'évaluation, au pilotage et à la décision et gère les bases de données du ministère.
- la direction des Affaires financières (DAF) est responsable de la gestion financière et comptable du ministère. Elle prépare le budget du ministère, en suit l'exécution et en tient la comptabilité centrale. Elle assure la mise en place des méthodes et instruments de contrôle de gestion. Elle assure la coordination des affaires statutaires et indemnitaires pour l'ensemble du personnel. Elle traite des problèmes relatifs aux pensions pour l'ensemble du personnel. Elle gère les crédits de personnels de l'enseignement scolaire et de l'enseignement supérieur et assure le contrôle budgétaire des emplois.
- la direction des Affaires juridiques (DAJ) exerce une fonction de conseil, d'expertise et d'assistance auprès de l'administration centrale du ministère, des services déconcentrés et des établissements. Elle est consultée sur les projets de textes législatifs ou réglementaires préparés par les autres directions et assure le suivi des procédures d'adoption de ces textes. Elle est responsable de la codification des textes législatifs et réglementaires. Elle représente le ministre devant les juridictions des ordres administratif et judiciaire dans les instances ne relevant pas du contentieux des pensions ou de la compétence des services déconcentrés. Elle assure la diffusion des compétences et connaissances juridiques au profit de l'administration centrale, des services déconcentrés et des établissements publics sous la tutelle du ministre. Elle répartit les contingents d'autorisations spéciales d'absence et de décharges de service entre les organisations syndicales compte tenu de leur représentativité.
- la direction des Relations européennes et internationales et de la Coopération (DREIC) assure et coordonne le développement des échanges et de la coopération avec les systèmes scolaires, universitaires et de recherche étrangers. Elle favorise l'ouverture internationale du système éducatif français. Elle assure la tutelle pédagogique des établissements français à l'étranger.
- la délégation à la Communication est chargée de la communication interne et externe ainsi que des relations avec la presse.
- le service de l'action administrative et des moyens est chargé du développement de l'administration électronique, du personnel et moyens de l'administration centrale et du contrôle de gestion. Il assure la tenue des archives du ministère.

Le secrétariat général comprend aussi la mission de coordination stratégique, la mission de la politique de l'encadrement supérieur, la mission de contrôle interne pour la maîtrise des risques, la mission de la modernisation et des politiques locales, composée de deux départements, la cellule des consultants internes, la cellule de pilotage des systèmes d'information et la direction du programme SIRHEN.

#### Autres services centraux ou mis à disposition
Outre le secrétariat général, le haut fonctionnaire de défense et de sécurité, le médiateur de l'éducation nationale et de l'enseignement supérieur, l'Observatoire national de la sécurité et de l'accessibilité des établissements d'enseignement, la mission ministérielle d'audit interne et les bureaux des cabinets sont communs au ministère de l'Éducation nationale et au ministère chargé de l'enseignement supérieur et de la recherche.
La direction du Numérique pour l'éducation (DNE) relève à la fois du secrétariat général et de la direction générale de l'Enseignement scolaire. La DGESIP et la DGRI ont en commun le service de la coordination des stratégies de l'enseignement supérieur et de la recherche et la délégation aux affaires européennes et internationales.

### Inspection générale
Les services, établissements, institutions ou organismes qui participent ou qui concourent à l'application des législations relatives à l'éducation, à l'enseignement supérieur, à la recherche et à la technologie sont soumis, quelle que soit leur nature juridique, aux vérifications de l'inspection générale de l'éducation, du sport et de la recherche, lorsqu'ils bénéficient ou ont bénéficié, sous quelque forme que ce soit, de concours de l'État, d'une collectivité territoriale, d'un établissement public, ainsi que de concours financiers provenant de la Communauté européenne, ou lorsqu'ils sont financés par des cotisations obligatoires. Outre cette mission, l'inspection générale de l'éducation, du sport et de la recherche exerce des missions d'inspection, de contrôle, d'audit, d'évaluation, d'expertise, d'appui et de conseil dans les domaines de l'éducation, de l'enseignement supérieur, de la jeunesse, de la recherche et des sports. Elle intervient également dans le domaine de la lecture publique, de la documentation et des bibliothèques.
Les inspecteurs généraux des études ont été institués par Napoléon Bonaparte en 1802 et les réorganisations successives ont amené à la création de l’inspection générale actuelle en 2019.

### Administration déconcentrée

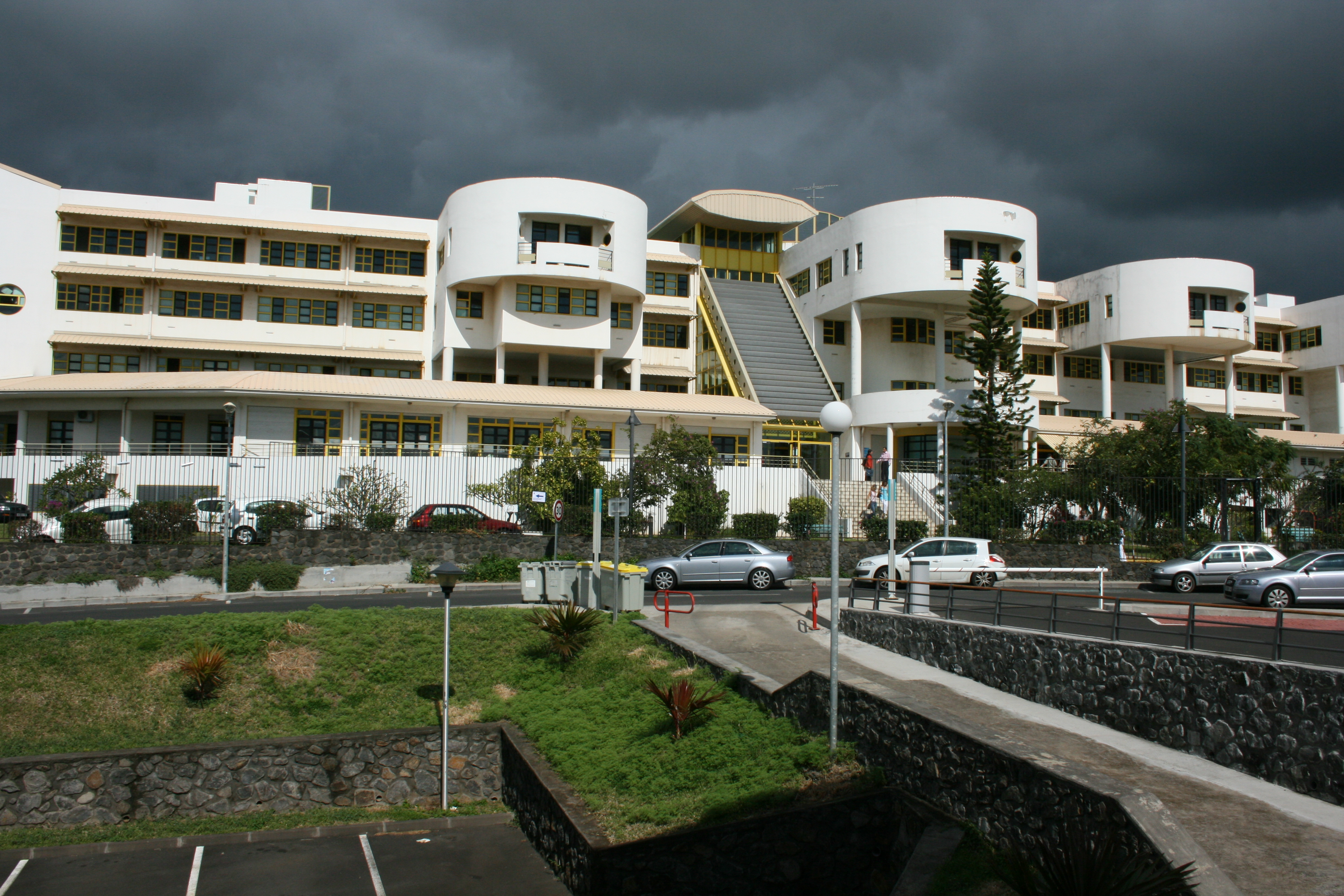
Le rectorat de l'académie de La Réunion à Saint-Denis.

L'Éducation nationale dispose d'une administration déconcentrée lui permettant de gérer au plus près du terrain certaines compétences de gestion quotidienne. Les pouvoirs de ces échelons inférieurs sont de plus en plus larges, l'administration centrale centrant de plus en plus ses missions sur l'orientation de la politique éducative et la définition des grands principes nationaux (programmes, recrutement des enseignants…), l'élaboration des cadres législatif et réglementaire, l'évaluation et la prospection, la coordination de l'action éducative…
On retrouve deux grands échelons, au sein desquels les collectivités territoriales sont associées grâce à des conseils de l'éducation nationale.
Au niveau des académies, le Rectorat, dirigé par le recteur, assure le fonctionnement de l'enseignement supérieur, le recrutement et la gestion du personnel enseignant ainsi que le contrôle pédagogique du second degré. Il existe depuis 2016 un recteur de région académique, et, depuis 2019 dans certaines régions, un recteur délégué pour l'enseignement supérieur, la recherche et l’innovation.
Le recteur de région académique prend les décisions dans les matières entrant dans le champ de compétences des ministres chargés de l'éducation nationale et de l'enseignement supérieur et de la recherche. À ce titre, il exerce les compétences suivantes :
- définition du schéma prévisionnel des formations des établissements publics d'enseignement du second degré ;
- formation professionnelle et apprentissage ;
- enseignement supérieur, recherche et innovation, à l'exception de la gestion des personnels ;
- information, orientation et lutte contre le décrochage scolaire ;
- service public du numérique éducatif ;
- utilisation des fonds européens ;
- contrat de plan État-région ;
- politique des achats de l’État ;
- politique immobilière de l’État ;
- relations européennes, internationales et coopération[34].

Le Conseil académique de l'Éducation nationale et le Conseil départemental de l'Éducation nationale comprennent des représentants des collectivités territoriales, des personnels et des usagers. La présidence est exercée par le représentant de l'État ou le représentant de la collectivité concernée selon que les questions soumises aux délibérations du conseil sont de la compétence de l'État ou de celle de cette collectivité.
En 2021, les délégations régionales à la recherche et à la technologie deviennent les délégations régionales académiques à la recherche et à l'innovation, sous l’autorité du recteur de région académique, ou par délégation de ce dernier, sous l’autorité du recteur délégué à l’enseignement supérieur, à la recherche et à l’innovation. De plus, les compétences de la jeunesse, des sports, de l'engagement civique et de la vie associative sont transférées des DRJSCS aux délégations régionales académiques à la jeunesse, à l'engagement et aux sports, placées sous l'autorité hiérarchique du recteur de région académique,.
Dans les départements, les directeurs académiques des services de l'éducation nationale (DA-SEN), participent à la définition d'ensemble de la stratégie académique qui met en œuvre la politique éducative et pédagogique relative aux enseignements primaires et secondaires arrêtée par le ministre chargé de l'éducation. Sous l'autorité du recteur d'académie, ils mettent en œuvre la stratégie académique organisant l'action éducatrice dans les écoles, les collèges, les lycées et les établissements d'éducation spéciale de leur département. Sous l'autorité du recteur d'académie agissant par délégation du recteur de région académique, ils participent à la mise en œuvre des politiques régionales dans leur département.
Dans les collectivités d'outre-mer, le ministère est représenté par :
- un vice-rectorat, dont les pouvoirs sont proches de ceux d'un recteur, en Nouvelle-Calédonie, en Polynésie française et à Wallis-et-Futuna ;
- un service de l'éducation, rattaché administrativement à l'académie de Normandie, pour Saint-Pierre-et-Miquelon ;
- un service de l'éducation, rattaché administrativement à l'académie de Guadeloupe, pour Saint-Barthélemy et Saint-Martin.

De plus, les établissements jouissent d'une plus grande autonomie que dans le passé[évasif].

### Établissements publics sous tutelle du ministère

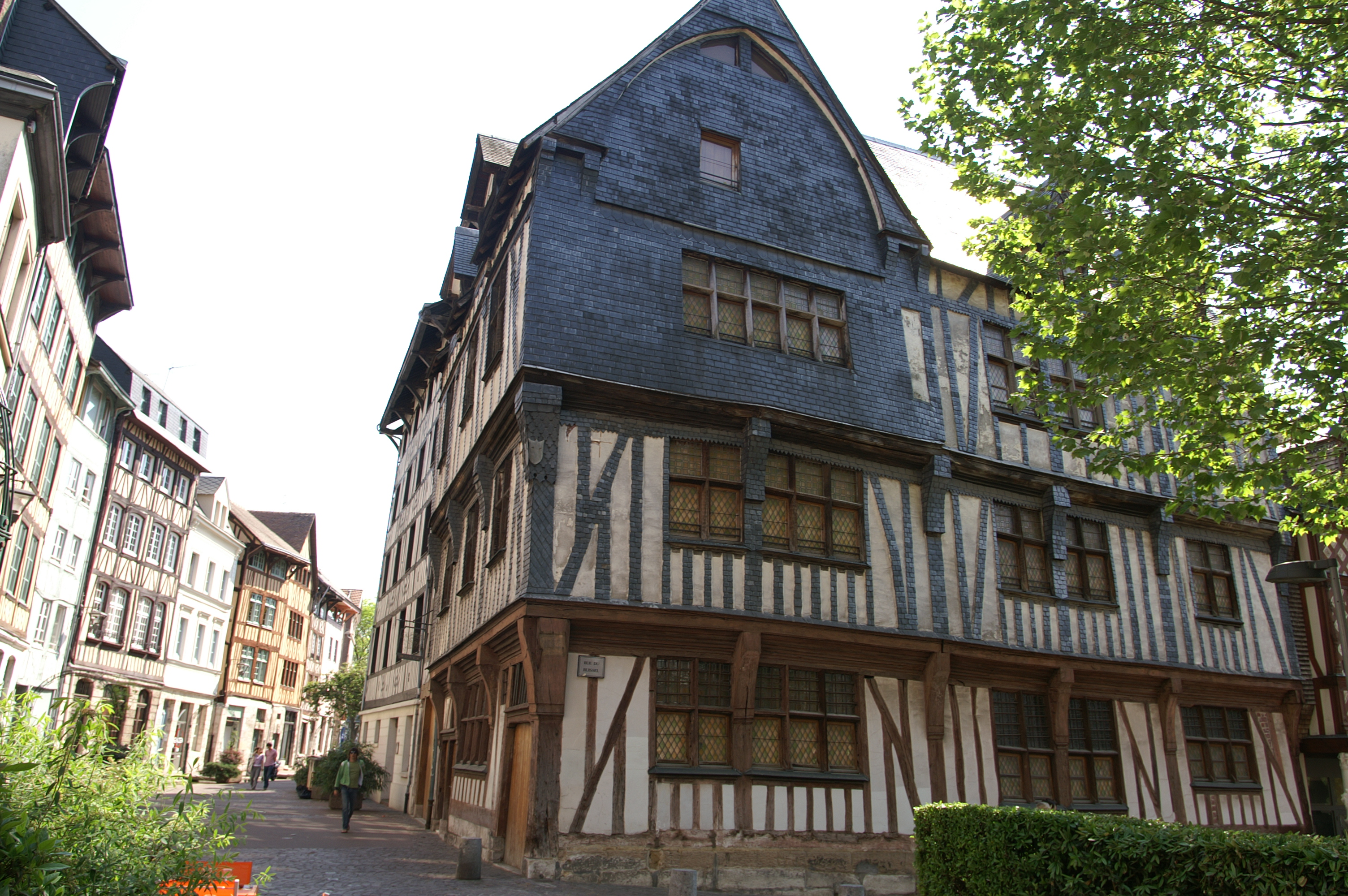
Le musée de l'Éducation, à Rouen, qui fait partie du réseau Canopé.

Le ministère de l’Éducation nationale et le ministère chargé de l'enseignement supérieur et de la recherche exercent leur tutelle sur plusieurs établissements publics nationaux (appelés des lycées d’État jusqu’en 1985).
Dans chaque académie, un centre régional des œuvres universitaires et scolaires (CROUS) assure des missions d'accompagnement des étudiants.
Les établissements publics suivants, dont l'activité s'étend à tout le pays, classés par ordre alphabétique, relèvent également de la tutelle du ministère de l'Éducation nationale, du ministère de l'Enseignement supérieur, éventuellement de ces deux ministères ou en commun avec un autre :
- l'Académie des sciences d'outre-mer ;
- l'Académie des technologies ;
- l'Agence bibliographique de l'enseignement supérieur (ABES) ;
- l'Agence de l'environnement et de la maîtrise de l'énergie (ADEME) ;
- l'Agence nationale de la recherche (ANR) ;
- la Bibliothèque nationale et universitaire (Bnu) à Strasbourg ;
- le réseau Canopé ;
- le Centre d'études et de recherches sur les qualifications (CEREQ) ;
- le Centre national d'enseignement à distance (CNED) ;
- le Centre national des œuvres universitaires et scolaires (CNOUS) ;
- le Centre national de la recherche scientifique (CNRS) ;
- le Centre technique du livre de l'enseignement supérieur (CTLES) ;
- la Chancellerie des universités de Paris, les autres chancelleries ayant été supprimées ;
- l'établissement public d'aménagement universitaire de la région Île-de-France ;
- France Éducation international ;
- l'Institut national de recherche pour l'agriculture, l'alimentation et l'environnement (INRAE) ;
- l'Institut national supérieur de formation et de recherche pour l'éducation inclusive ;
- l'Office national d'information sur les enseignements et les professions (ONISEP).

L'Agence pour l'enseignement français à l'étranger (AEFE) est sous la seule tutelle du ministère chargé des Affaires étrangères, mais le ministère chargé de l'Éducation nationale siège à son conseil d'administration et y détache la quasi-totalité des personnels fonctionnaires.

## Personnel du ministère
Bien que le décompte des effectifs ne soit pas toujours facile en raison de situations particulières, le ministère de l'Éducation nationale emploie environ 1,1 million de fonctionnaires et de contractuels dont 850 000 enseignants.
La question des effectifs est l'objet d'une polémique politique récurrente, étant largement considérée comme un indicateur de l'importance accordée à la question de l'éducation en France. La volonté politique de les réduire, exprimée par le gouvernement Fillon a été contestée. En effet, ce gouvernement envisageait de supprimer 10 000 à 17 000 postes dans l'Éducation nationale. L'Éducation nationale aurait ainsi contribué pour « une bonne moitié » aux efforts demandés par ce gouvernement, qui souhaite ne pas remplacer un départ à la retraite sur deux dans la fonction publique dès 2008. Inversement, l'une des volontés de François Hollande, Président de la République de mai 2012 à mai 2017, est d'augmenter les effectifs de l'Éducation nationale avec la création annoncée de 60 000 postes. Ce choix est lui aussi controversé.
Selon les données officielles fournies par le ministère de l'Éducation nationale, il y avait 1 019 100 enseignants en 2012-2013 et 1 016 400 pour 2013-2014, soit une baisse d'effectif de 2 700.

### Selon leur fonction
Si les métiers de l'Éducation nationale sont nombreux, la distinction principale se fait entre du personnel enseignant et assimilé, d'une part, et du personnel non enseignant, d'autre part. Toutefois, le transfert de personnels ouvriers et de service vers les collectivités territoriales, tend à réduire fortement le nombre de personnels non enseignants au sein du ministère.

#### Personnel d'enseignement, d'éducation et d'orientation
Le personnel « d'enseignement, d'éducation et d'orientation » se compose des enseignants proprement dits ainsi que de personnes assurant des fonctions d'encadrement ou d'inspection, également assimilées au personnel enseignant.
Dans le second degré exercent des professeurs agrégés, des professeurs certifiés et des professeurs de lycée professionnel (PLP), des professeurs d'enseignement général de collège (PEGC, en extinction) et des enseignants d'EPS qui appartiennent à des corps spécifiques (professeurs d'EPS et chargés d'enseignement d'EPS, ce dernier corps étant en extinction).
L'enseignement du premier degré est confié à des professeurs des écoles, le corps des instituteurs ayant été mis en extinction.
Les enseignants des établissements privés sous contrat sont rémunérés par les services du ministère de l'Éducation nationale, mais travaillent sous l'autorité du directeur de l'établissement privé. Pour les établissements sous contrats simples, les enseignants sont du personnel de droit privé. Pour les établissements sous contrats d'association, les enseignants sont soit des fonctionnaires (très peu nombreux), soit des agents publics contractuels (de loin, les plus nombreux).
Sont également comptés dans les enseignants les membres du personnel d'éducation et d'orientation qui sont souvent au contact des élèves. Les premiers sont surtout les conseillers principaux d'éducation (CPE) qui exercent dans les collèges et lycées pour la surveillance des élèves ou la participation à la vie scolaire. Les seconds sont les psychologues de l'Éducation nationale (Psy-EN) qui exercent soit directement dans les établissements scolaires, soit dans les centres d'information et d'orientation (CIO).
Les personnels d'encadrement et d'inspection sont souvent d'anciens enseignants et sont donc également considérés comme personnels enseignants. Il s'agit d'abord des chefs d'établissements scolaires du second degré (proviseurs dans les lycées, principaux dans les collèges) et de leurs adjoints. Les personnes chargées de l'inspection des enseignants et assimilés sont, dans le premier degré, les inspecteurs de l'Éducation nationale (IEN) et, dans le second degré, les inspecteurs d'académie - inspecteurs pédagogiques régionaux (IA-IPR). Les recteurs et les directeurs académiques des services départementaux de l'Éducation nationale (DASEN) sont généralement aussi d'anciens enseignants-chercheurs ou enseignants.

#### Personnels non enseignants
Les personnels non enseignants assurent des fonctions d'appui dans le domaine administratif et technique, dans l'organisation matérielle, ainsi que dans le soutien à la santé et à l'aide sociale en faveur du personnel et des élèves et étudiants. Ils sont désignés globalement par l'expression « Administratifs, techniciens, ouvriers, sociaux et de santé » (ATOSS) ou des expressions proches. L'autonomie des établissements d'enseignement supérieur et les mouvements de décentralisation du personnel non enseignant tendent à réduire les effectifs directement rattachés au ministère.
Du personnel non enseignant sous statut de fonctionnaire de l'État travaille au sein de l'administration centrale, des organes déconcentrés (rectorats, directions académiques), des centres d'information et d'orientation et de certains établissements publics.
Les agents qui travaillent dans les établissements scolaires relèvent désormais en grande partie des collectivités territoriales. Ce qui était le cas pour le seul premier degré est maintenant étendu au second degré à la suite de la loi du 13 août 2004. Cependant, les adjoints gestionnaires et agents comptables (plus couramment appelés intendants), qui exercent en effet la fonction d'autorité fonctionnelle sur du personnel TOSS de ces établissements, dont les collectivités territoriales sont employeurs, demeurent du personnel d'État. C'est aussi le cas des autres personnels administratifs, des médecins de l'éducation nationale et des infirmiers.
| Filières professionnelles                                                      | Personnel de santé (médecins, infirmiers) | Personnel administratif | Techniciens, ouvriers, personnel de service |
| ------------------------------------------------------------------------------ | ----------------------------------------- | ----------------------- | ------------------------------------------- |
| Administration centrale Services déconcentrés Établissements publics nationaux | Personnel d'État                          | Personnel d'État        | Personnel d'État                            |
| Lycées, collèges                                                               | Personnel d'État                          | Personnel d'État        | Personnel territorial                       |
| Écoles                                                                         | Personnel d'État                          | Personnel territorial   | Personnel territorial                       |

### Selon leur statut
L'essentiel du travail est confié à des fonctionnaires, mais le ministère de l'éducation nationale emploie en outre
- des contractuels, de droit public, employés pour occuper ponctuellement et pour une durée déterminée un poste vacant pour une raison ou une autre (congé du titulaire, impossibilité de recruter, etc.)
- des vacataires.

#### Fonctionnaires
Certains corps de fonctionnaires sont gérés par le ministère de l'Éducation nationale tout en exerçant au sein d'autres ministères, d'établissements publics, de collectivités territoriales voire d'organismes privés (associations éducatives ou non, mutuelles). Inversement, le ministère emploie des fonctionnaires relevant d'autres ministères ou à gestion interministérielle.

#### Contractuels
L’Éducation nationale emploie de plus en plus de contractuels, en remplacement des postes de fonctionnaire supprimés au fil des ans.

#### Vacataires
La vacation est une prestation ponctuelle, payée à l'acte (l'acte étant une heure d'enseignement). C'est l'unité la plus souple, permettant de combler des besoins très ponctuels.
Le vacataire exerce une activité similaire à celle d'une profession libérale, non à celle d'un salarié, d'où il découle plusieurs particularités (par rapport à un contractuel ou un fonctionnaire) :
- limitation de durée : pas plus de 200 heures[48] ;
- le travail connexe (préparation des cours) n'est pas pris en compte. Seul le temps consacré à l'enseignement est payé ;
- ni assurance chômage, ni congés ni autres indemnité : la somme payée est un forfait.

Un vacataire peut exercer une autre activité rémunérée, salariée ou autre. La rémunération obtenue ne peut constituer qu'un appoint (le tarif étant d'environ 29 euros[réf. souhaitée] de l'heure, la somme maximale gagnée ne peut dépasser 6 000 euros).

## Budget
Dans la structure prévue par la loi organique relative aux lois de finances (LOLF) de 2001, le ministère de l'Éducation nationale est responsable de plusieurs programmes des missions « Enseignement scolaire » et « Recherche et enseignement supérieur » qui sont parmi les plus importantes du budget de l'État.
Le tableau suivant liste les autorisations d'engagement votés en loi de finances initiale :
- les chiffres des différentes années ne sont pas directement comparables (il faut tenir compte de l'inflation) ;
- les missions en italique sont de la responsabilité d'autres ministères ;
- les collectivités territoriales assurent aussi une partie de la dépense éducative (le personnel non enseignant notamment).

| Missions et programmes                                                                | 2011   | 2016   | 2019   |
| ------------------------------------------------------------------------------------- | ------ | ------ | ------ |
| Enseignement scolaire                                                                 | 61 905 | 67 010 | 72 790 |
| Enseignement scolaire public du premier degré                                         | 18 041 | 20 193 | 22 542 |
| Enseignement scolaire public du second degré                                          | 29 414 | 31 273 | 33 193 |
| Vie de l'élève                                                                        | 3 949  | 4 814  | 5 680  |
| Enseignement privé du premier et du second degré                                      | 7 086  | 7 203  | 7 600  |
| Soutien de la politique de l'éducation nationale                                      | 2 116  | 2 141  | 2 306  |
| Enseignement technique agricole                                                       | 1 296  | 1 384  | 1 466  |
| Recherche et enseignement supérieur                                                   | 25 359 | 26 293 | 27 954 |
| Formations supérieures et recherche universitaire                                     | 12 479 | 13 007 | 13 517 |
| Vie étudiante                                                                         | 2 080  | 2 541  | 2 698  |
| Recherches scientifiques et technologiques pluridisciplinaires                        | 5 124  | 6 244  | 6841   |
| Recherche dans le domaine de la gestion des milieux et des ressources                 | 1 244  |        |        |
| Recherche spatiale                                                                    | 1 392  | 1 371  | 1820   |
| Recherche dans les domaines de l'énergie, du développement et de la mobilité durables | 1 332  | 1 718  | 1763   |
| Recherche et enseignement supérieur en matière économique et industrielle             | 1 087  | 776    | 673    |
| Recherche duale (civile et militaire)                                                 | 196    | 180    | 179    |
| Recherche culturelle et culture scientifique                                          | 125    | 122    | 110    |
| Enseignement supérieur et recherche agricoles                                         | 297    | 331    | 351    |

En 2011, selon les chiffres de la Cour des comptes, le ministère de l'Éducation nationale représente avec ses 837 000 enseignants (près d'un fonctionnaire sur deux) une masse salariale de 49,9 milliards d'euros, soit 17 % du budget général de l'État et 2,5 % du produit intérieur brut.
Souvent placé au cœur des discussions concernant les réductions des dépenses publiques, le budget de l'Éducation nationale présente une répartition sensiblement différente des dépenses de ses voisins européens. En 2012, les salaires des enseignants français sont inférieurs de 34,3 % en moyenne à ceux des enseignants allemands. Différence essentielle, 30,7 % (dans le primaire seulement 27,57 %) des dépenses publiques françaises d'éducation sont consacrées aux salaires des enseignants, contre 51 % en Allemagne (50,25 % pour le primaire). Cette différence s'explique notamment par les coûts de structure et d'administration qui représentent 19,9 milliards d'euros de plus par an en France qu'en Allemagne.

## Images du ministère
En raison de l'importance des effectifs comme de la complexité de son administration, le ministère fait l'objet de comparaisons péjoratives.
La plus connue est celle du « mammouth » employée d'abord par le ministre Olivier Guichard qui écrivait : « Un homme politique et un million d'agents (…) c'est le mammouth et la puce ! ». En 1988, Bernard Toulemonde, haut fonctionnaire à l'Éducation nationale, en fait le titre de l'introduction de sa Petite Histoire d'un grand ministère.
Mais cette expression a surtout été popularisée depuis l'époque de Claude Allègre. La une du Monde du 24 juin 1997 titre ainsi : « Claude Allègre veut dégraisser le mammouth ». Le ministre déclare par la suite n'avoir jamais prononcé cette phrase en public, évoquant une conversation privée reprise sans son aval et soutenant qu'il ne visait pas les enseignants, mais seulement l'administration centrale,.
Le ministre Olivier Guichard a aussi évoqué le ministère comme un « dinosaure massif et pataud ». Il aurait également déclaré : « L'Éducation nationale est la troisième entreprise du monde, après l'Armée rouge et la General Motors ».

### Décrets d'organisation
- Décret no 96-16 du 10 janvier 1996 portant organisation de l'administration centrale du ministère de l'éducation nationale, de l'enseignement supérieur et de la recherche (abrogé)
- Décret no 97-1149 du 15 décembre 1997 portant organisation de l'administration centrale du ministère de l'éducation nationale et de l'administration centrale du ministère de la recherche (abrogé)
- Décret no 2003-317 du 7 avril 2003 portant organisation de l'administration centrale du ministère de la jeunesse, de l'éducation nationale et de la recherche (abrogé)
- Décret no 2006-572 du 17 mai 2006 fixant l'organisation de l'administration centrale des ministères de l'éducation nationale et de l'enseignement supérieur et de la recherche (abrogé)
- Décret no 2014-133 du 17 février 2014 fixant l'organisation de l'administration centrale des ministères de l'éducation nationale et de l'enseignement supérieur et de la recherche, Arrêté du 17 février 2014 fixant l'organisation de l'administration centrale des ministères de l'éducation nationale et de l'enseignement supérieur et de la recherche (en vigueur)